# Yvonne (película)
 Yvonne es una película documental coproducción de Argentina y Francia filmada en colores dirigida por Marina Rubino sobre su propio guion que se estrenó el 28 de marzo de 2019. El filme trata sobre la vida de la monja Yvonne Pierron, una luchadora por los derechos humanos de larga trayectoria en Argentina.

## Sinopsis
Un retrato posible de Yvonne Pierron, la monja francesa que fue compañera de Alice Domon y Léonie Duquet, detenidas-desaparecidas en la dictadura argentina, y que salvó su vida exiliándose en su propio país. Una alfabetizadora de la multiculturalidad. Una luchadora incansable y militante marginal de los movimientos populares de América Latina, en los que actuó durante los últimos 60 años.

## Producción
La directora de este segundo fime, Marina Rubino, contó que la idea hacerlo fue de Juan Bautista Flores, un integrante del  equipo que vivió con Ivonne en Misiones. Rubino fue a verla cuando ya tenía 86 años, para preguntarle si quería que se hiciera, y aceptó de buen grado.

## Críticas
Alejandro Lingenti en La Nación escribió:

”Difícil no conmoverse con la historia de Yvonne Pierron, la monja francesa que fue compañera de Alice Domon y Léonie Duquet, dos religiosas de la misma nacionalidad que vinieron a trabajar a la Argentina y tuvieron un final trágico: fueron torturadas y arrojadas al Río de la Plata en uno de los "vuelos de la muerte" de la última dictadura militar. Este documental, apoyado en en su memoria, diversos testimonios y buen material de archivo, le rinde un merecido homenaje. Uno de los de los focos de la película es su vínculo con la Liga Agraria, organización dedicada a mejorar las condiciones laborales de los campesinos de Corrientes. Fallecida en 2017, Yvonne aseguraba que "la mejor forma de liberarte es pensar en el otro", toda una declaración de principios.”